# Berchtesgadener Bauerntheater

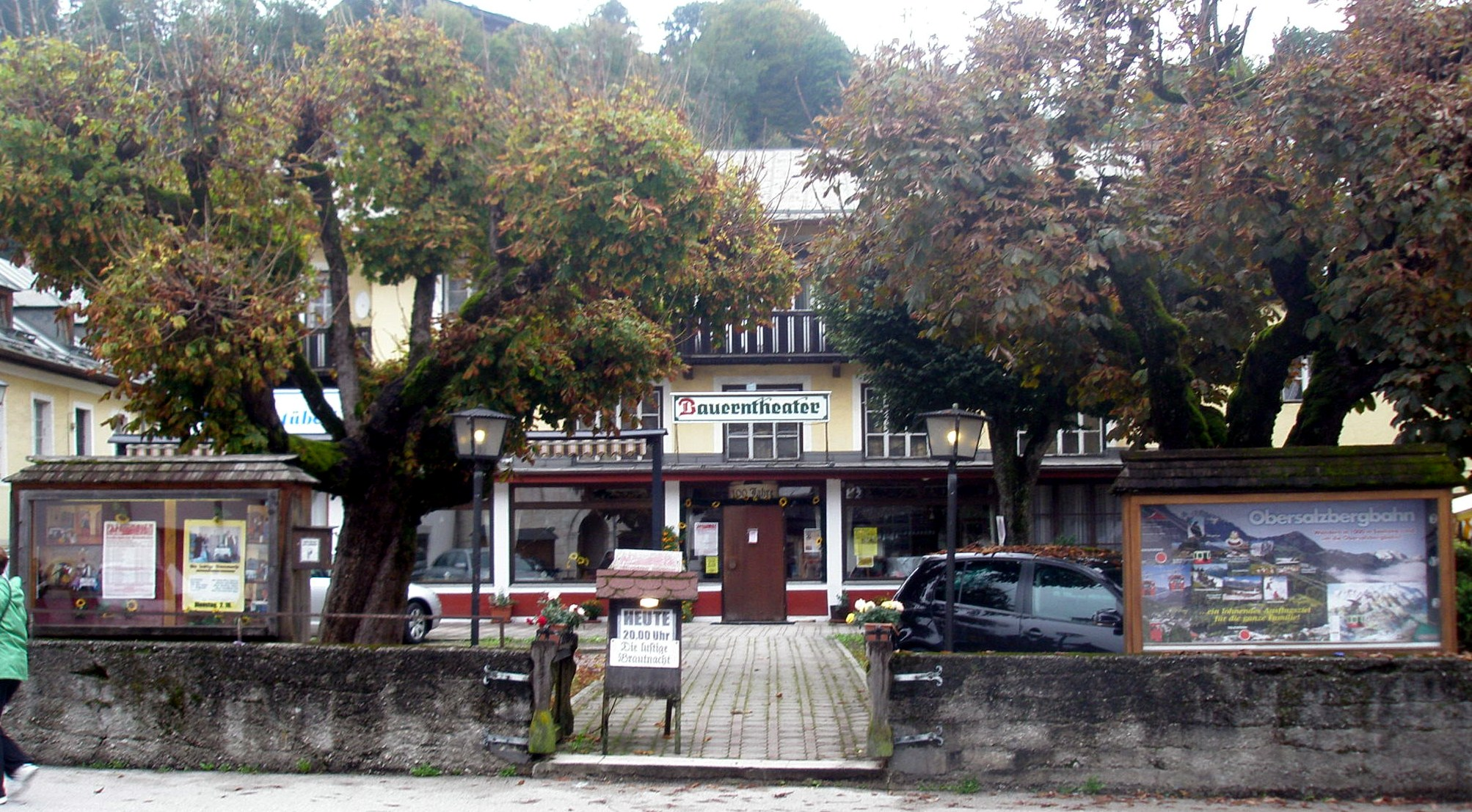
Berchtesgadener Bauerntheater, Vorplatz

Das Berchtesgadener Bauerntheater ist ein seit 1905 bestehendes Theaterensemble mit gleichnamiger Hausbühne und einer Freilichtbühne in Berchtesgaden.

## Geschichte

### Vor- und Gründungsgeschichte
Bereits in den 60ern des 19. Jahrhunderts gaben „Flößer und Schiffer aus Laufen unter ihrem Führer Standel“ nahezu alljährlich Gastspiele in Berchtesgaden. Auch andere Theatergruppen, darunter oberbayerische Bauerntheater, hatten in jener Zeit Berchtesgaden auf ihrem Tourneeplan.
1905 gründete Franz Gritl das Berchtesgadener Bauerntheater, das neben den Aufführungen am Hauptspielort Berchtesgaden im Winter auch Gastreisen unternahm, u. a. mehrfach in die USA.

### Fronttheater
Das Ensemble des Berchtesgadener Bauerntheaters war während der beiden Weltkriege als Fronttheater im Einsatz. Lediglich in den Jahren 1944 und 1945 wurde der Spielbetrieb komplett eingestellt, nachdem die Darsteller zum Kriegsdienst eingezogen worden sind. Unter der Schirmherrschaft von Rudolf Kriß  nahm das Berchtesgadener Bauerntheater nach Kriegsende  den Spielbetrieb wieder auf und setzte zwischenzeitlich den Vorsitzenden der Vereinigten Weihnachtsschützen des Berchtesgadener Landes Franz Kurz als neuen Theaterleiter ein.

### Gast- und Fernsehauftritte
Mit Übernahme der Theaterleitung ab 1949 durch Franz Hafner knüpfte das Berchtesgadener Bauerntheater nicht nur an die Vorkriegserfolge an, sondern steigerte sogar sein Renommee. Allein bis 1982 hatte Hafner 93 Uraufführungen und insgesamt 322 Stücke inszeniert – hauptsächlich Komödien und Lustspiele, daneben aber auch ernste Schauspiele. Ab den 1950ern spielte das Ensemble des Berchtesgadener Bauerntheaters unter anderem in Südafrika, Namibia, Oman und Bahrain.
Fernseh-Inszenierungen (Auswahl)
Ab 1965 wurden einige Inszenierungen des Berchtesgadener Bauerntheaters unter der Regie von Franz Hafner für das Fernsehen aufgezeichnet.
- Max Werner: Stille Nacht, heilige Nacht (1967)[3]
- Maximilian Vitus: Thomas auf der Himmelsleiter (1967)[4]
- Franz Schaurer: Urlaub vom Doppelbett (1970)[5]
- Hans Dengel: Vetternwirtschaft (1976)[6]
- Franz Schaurer: Opa macht Dummheiten (1978)[7]

## Bühnen

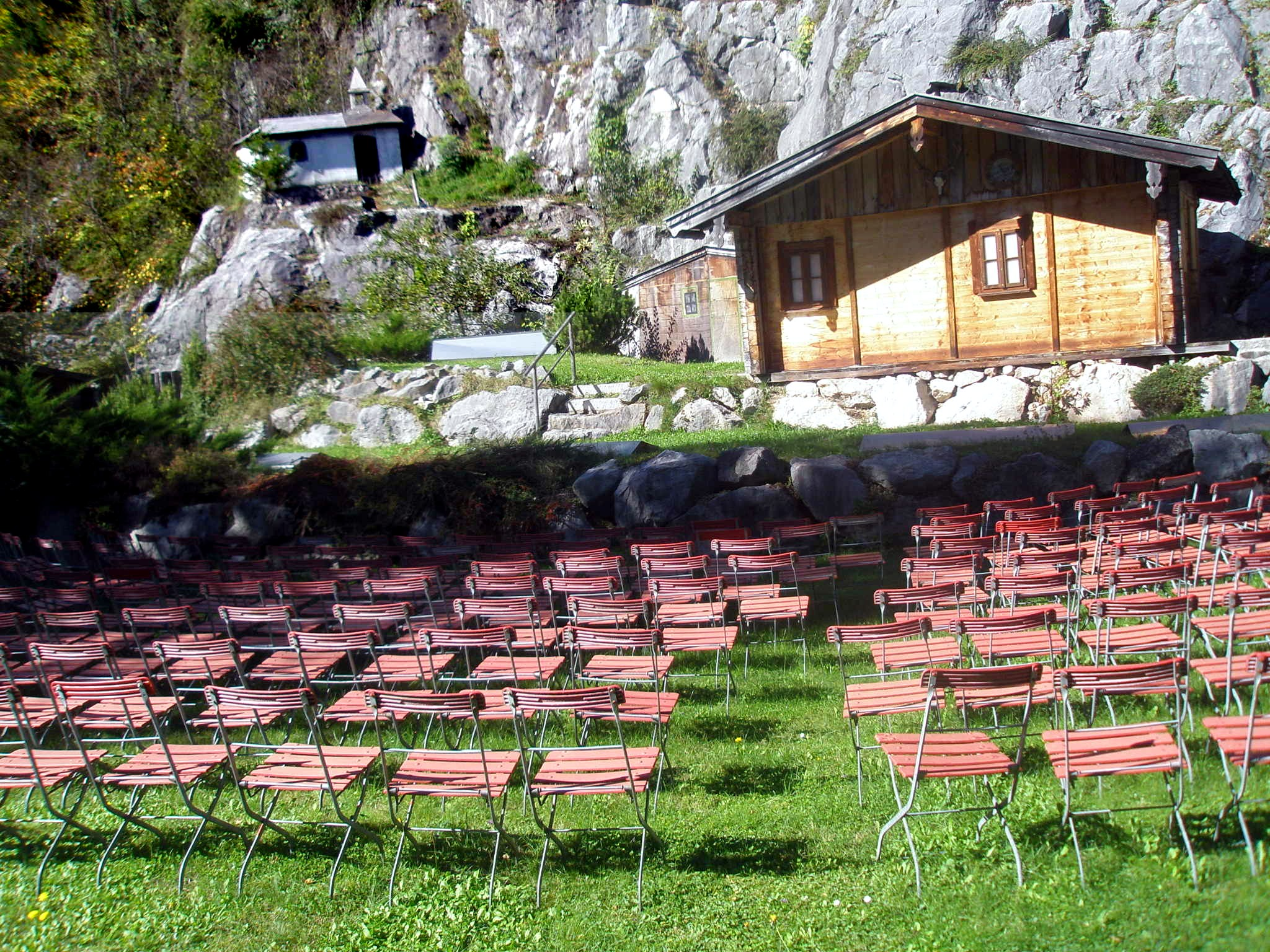
Freilichtbühne auf dem Kälberstein

### Hausbühne
Erster Hauptspielort war das Hotel Vier Jahreszeiten, später das ehemalige Hotel Krone in der Bahnhofstraße, und seit 1937 ist es der „Watzmannsaal“ in einem Nebengebäude des Hotel Watzmann am Franziskanerplatz gegenüber der Franziskanerkirche.

### Freilichtbühne auf dem Kälberstein
Nachdem bereits 1904 Ludwig Ganghofer auf dem Kugelfeld (Lage) in Berchtesgaden ein „Freilicht-Theater“ geplant, aber nicht verwirklicht hatte, wurde Mitte der 1990er unter Elisabeth Hölzl-Michalsky im Steinbruch auf dem Kälberstein (Lage) eine Freilichtbühne eingerichtet, um dort mit dem Ensemble des Berchtesgadener Bauerntheaters u. a. Stücke von Ludwig Ganghofer wie Der Jäger von Fall zu inszenieren.

## Theaterdirektoren
- 1905–1929: Franz Gritl[1]
- 1929–1933: Martin Beer (geb. 21. Oktober 1897; 1933 nach Berlin verzogen)[2]
- 1933–1944: Anton Dimpfl (geb. 22. Februar 1889, gest. 8. Februar 1951)[2]
- 1944–1945: Vakanz wegen kriegsbedingter Schließung des Berchtesgadener Bauerntheaters[2]
- 1945/46(?)–1948: Franz Kurz, Schlossermeister und Vorsitzender der Vereinigten Weihnachtsschützen des Berchtesgadener Landes[2]
- 1949–1983: Franz Hafner (1912–1999)[2][9]
- 1983–1987: N.N.
- seit 1987: Elisabeth Hölzl-Michalsky[10] (geb. 21. Januar 1948)[11]